# Stictobremia campylomyzae
Stictobremia campylomyzae är en tvåvingeart som beskrevs av Jean-Jacques Kieffer 1912. Stictobremia campylomyzae ingår i släktet Stictobremia och familjen gallmyggor.
Artens utbredningsområde är Frankrike. Inga underarter finns listade i Catalogue of Life.